# Emil von Förster

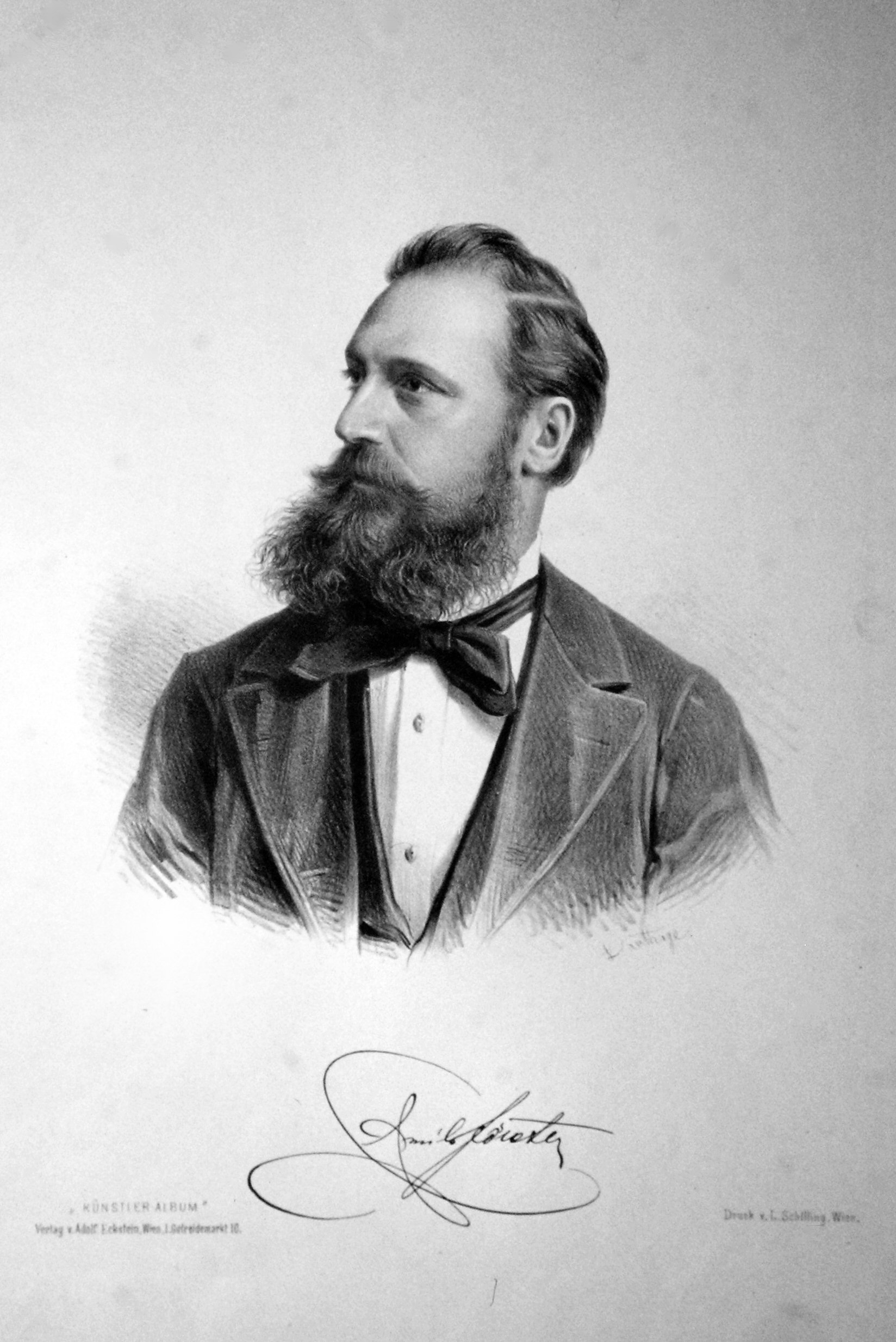
Emil Ritter von Förster, Lithographie von Adolf Dauthage

Emil Förster, seit 1863 Emil Ritter von Förster (* 18. Oktober 1838 in Wien; † 14. Februar 1909 ebenda), war ein österreichischer Architekt des Historismus und Großvater von Heinz von Foerster und Uzzi Förster.

## Leben
Emil Förster war der Sohn des 1863 geadelten Architekten Ludwig von Förster, der die Allgemeine Bauzeitung begründet hatte. Er maturierte zunächst am Akademischen Gymnasium in Wien, ehe er zum Architekturstudium nach Berlin ging. 1860 trat er in das Atelier seines Vaters ein und stellte nach dessen Tod 1863 dessen begonnene Bauten fertig. Die beabsichtigte Publikation eines Werkes über die toskanische Architektur veranlasste Förster zu einer Studienreise nach Italien. Das Projekt kam aber mangels Publikumsinteresses über die Anfänge nicht hinaus.
1866 kehrte Emil Förster nach Wien zurück und gab gemeinsam mit seinem Bruder Heinrich die Allgemeine Bauzeitung weiter heraus. Er begann eine äußerst produktive Bautätigkeit als Architekt, ehe er am 3. Februar 1895 vom Kaiser zum Vorstand des Departements für Hochbau im Ministerium des Inneren berufen wurde. Zugleich trat er in das k.k. Hofbaukomitee ein und wurde Mitglied in der Stadterweiterungskommission. Förster gründete innerhalb des Departements ein Architekturatelier, in dem nicht nur wichtige Bauprojekte ausgearbeitet, sondern auch andere staatliche Projekte hinsichtlich ihrer Einbindung in die Umgebung überwacht wurden. Dadurch hatte er großen Einfluss auf die Bautätigkeit innerhalb der Monarchie um 1900. Er war aber trotz seiner arbeitsintensiven staatlichen Stellung weiterhin auch als selbstständiger Architekt tätig.
Emil von Förster verstarb am 14. Februar 1909 in seiner Wohnung Maximilianplatz 15 (heute: Rooseveltplatz 15–17) in dem von ihm 1876/77 erbauten Palais Angerer an einer Herzlähmung.  Er wurde zunächst auf dem Evangelischen Friedhof Matzleinsdorf bestattet, 1918 aber nach Purkersdorf umgebettet.
Der Verstorbene hinterließ eine Witwe, Amalie (geborene Braun), zwei Söhne, Max, Linienschiffsleutnant, und Emil (1877–1944), Ingenieur, sowie eine Tochter, Marie. Da Förster, nach eigener Aussage, aber nicht skrupellos genug bei der Verfolgung geschäftlicher Gewinnchancen war, fiel sein Nachlass relativ bescheiden aus.
Sein Bruder Heinrich Förster war ebenfalls Architekt. Seine Schwester Sophie war mit Theophil von Hansen verheiratet.

## Bedeutung
Emil von Förster schuf private Wohnbauten wie auch öffentliche Gebäude in großer Zahl. Charakteristisch für ihn sind monumentale und repräsentative Gestaltung, aber auch eine durchdachte Raumanordnung und vornehme Innenraumgestaltungen. Stilistisch bevorzugte er die Neorenaissance nach italienischem Vorbild, von der er nur selten abwich. Zu seinen bekanntesten Gebäuden zählen das Ringtheater und das Dorotheum in Wien.

## Bauten und Entwürfe

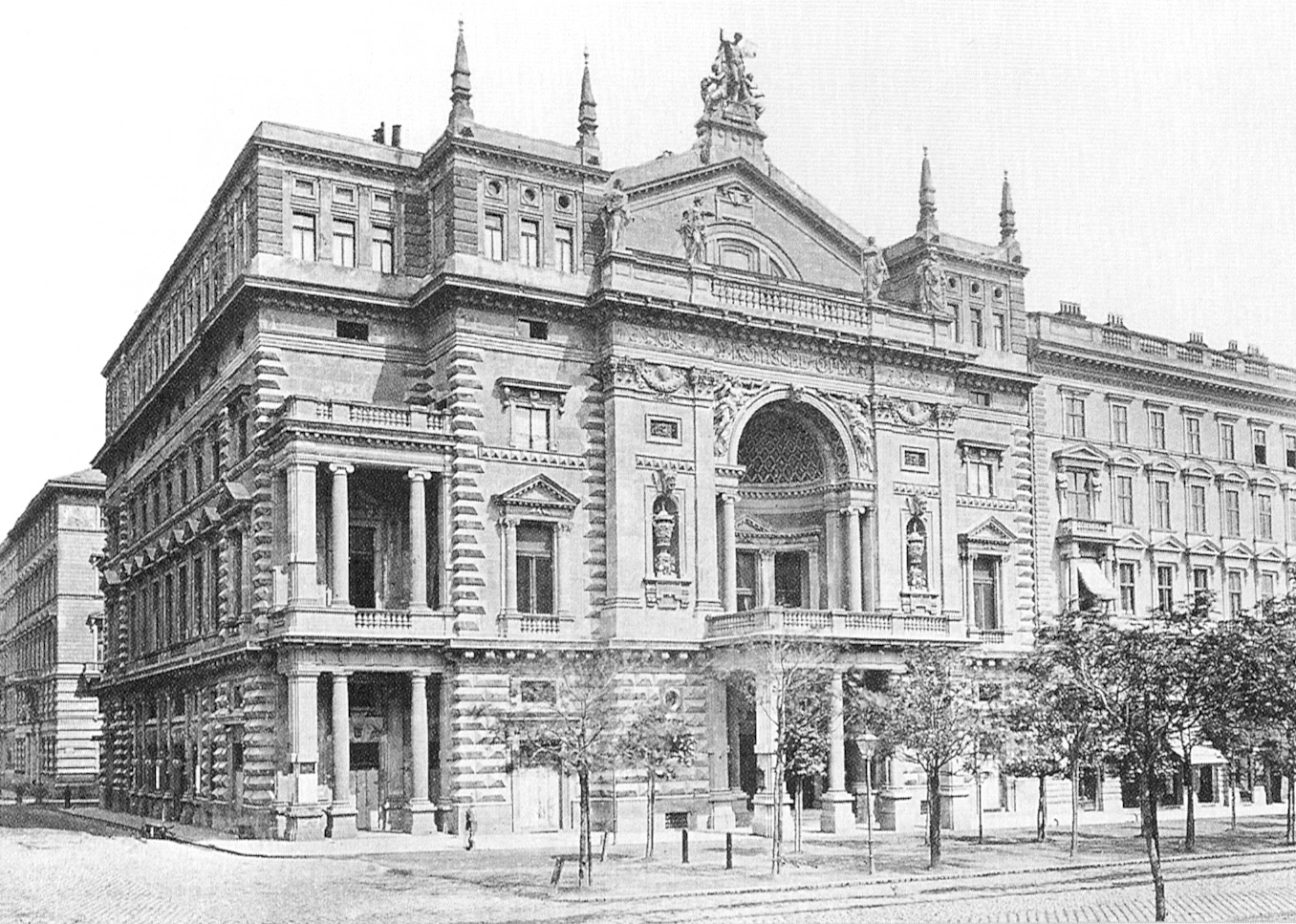
Ringtheater (1872–1874) von Emil von Förster

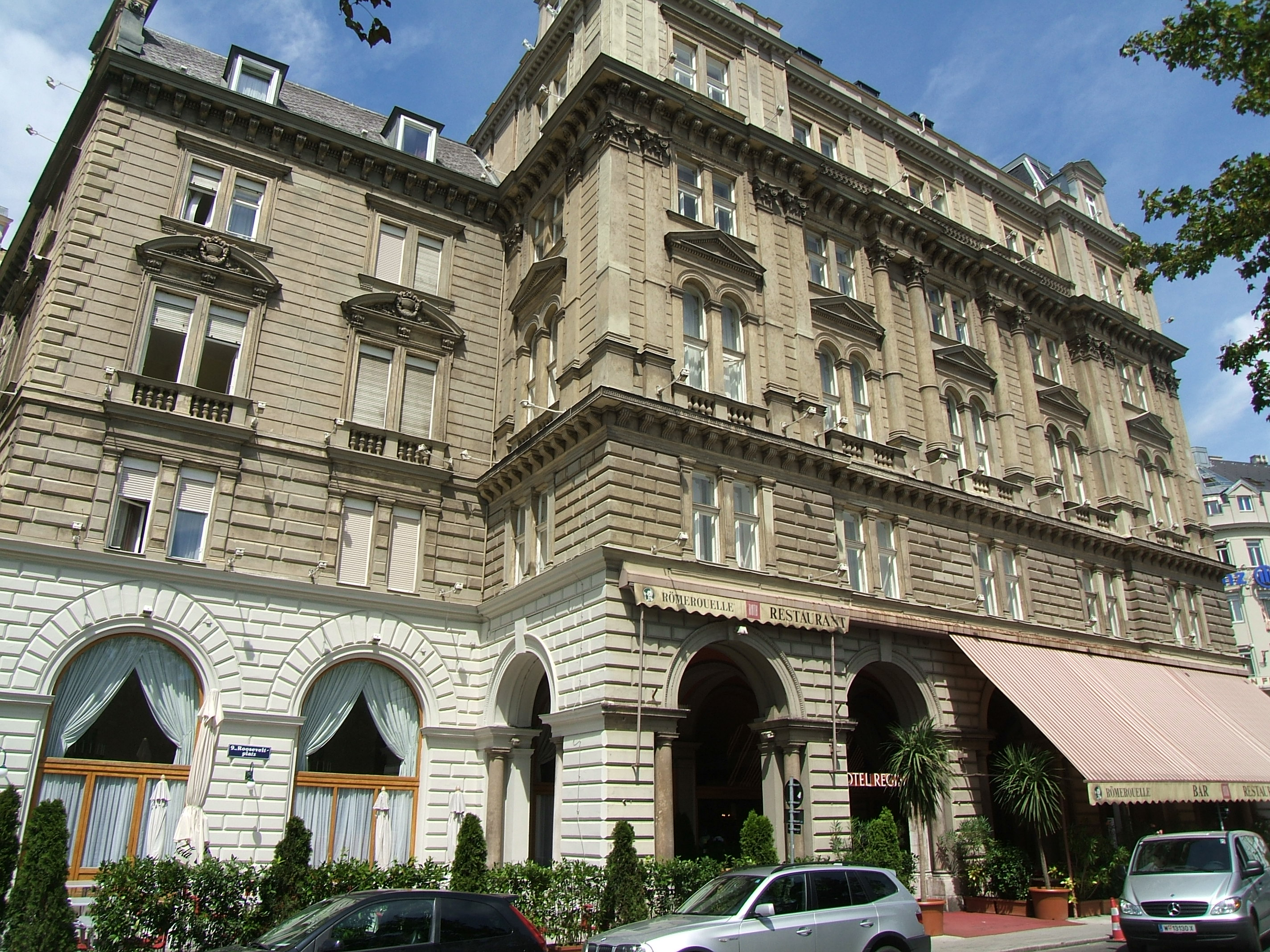
Palais Angerer (1876–1877), Sterbehaus von Emil von Förster

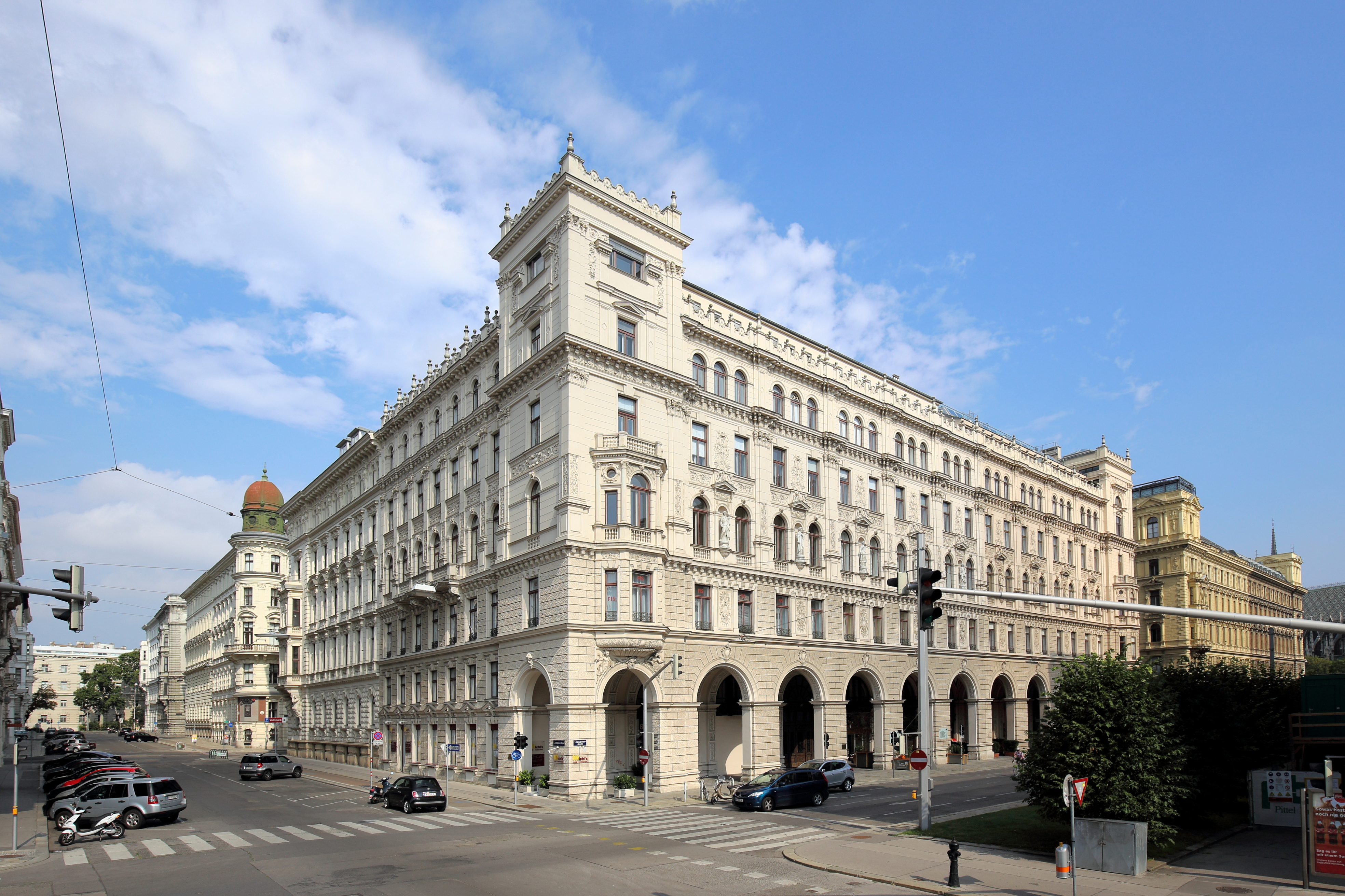
Wohnhaus Reichsratsstraße 11–13. Von Förster 1883 begonnen und 1887 von Dionys Milch fertiggestellt

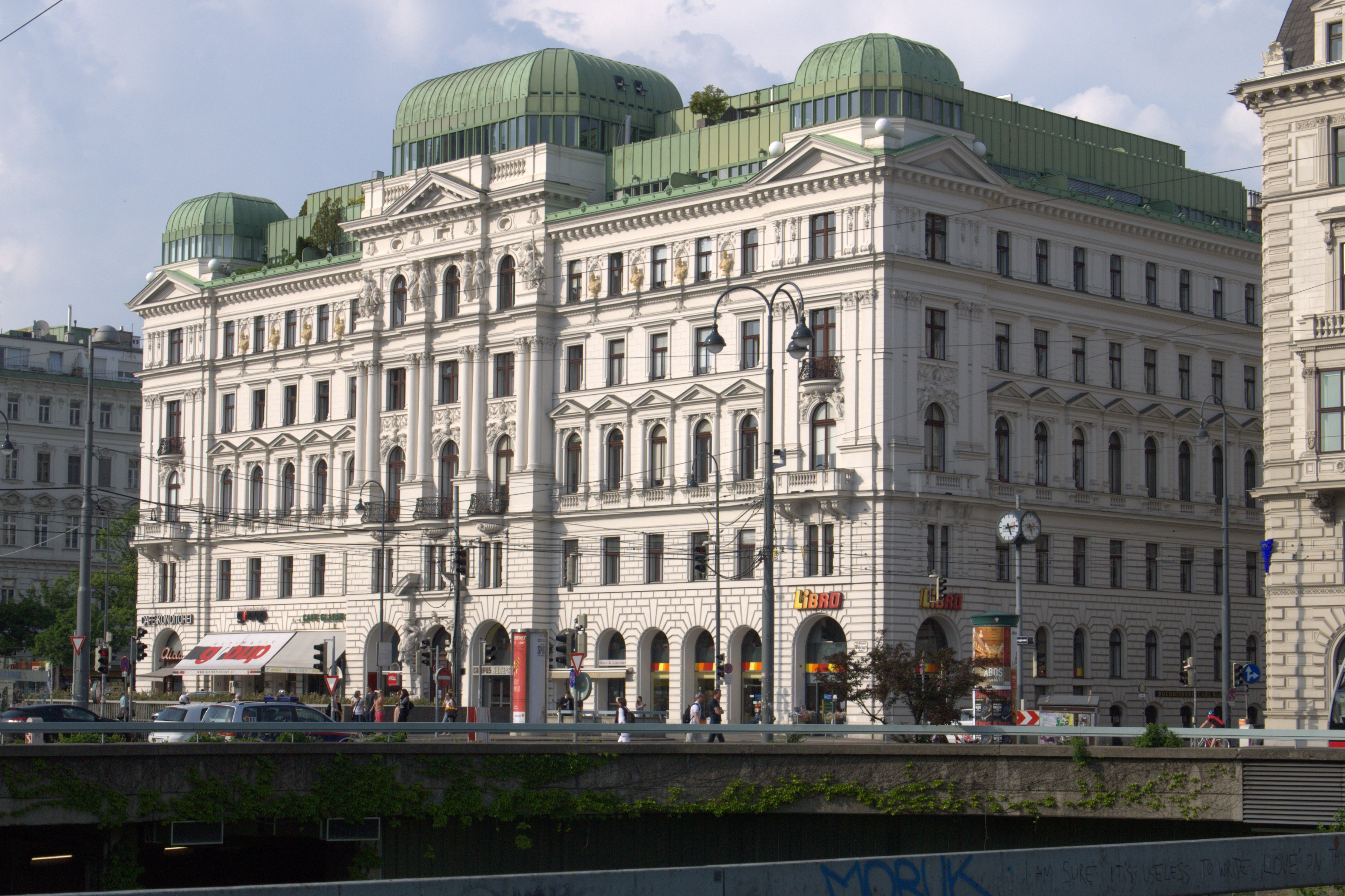
Büro- und Wohnhaus Maximilianhof (1887) an der Währinger Straße, 1887 bis 1908 Sitz der k.u.k. Marinesektion.

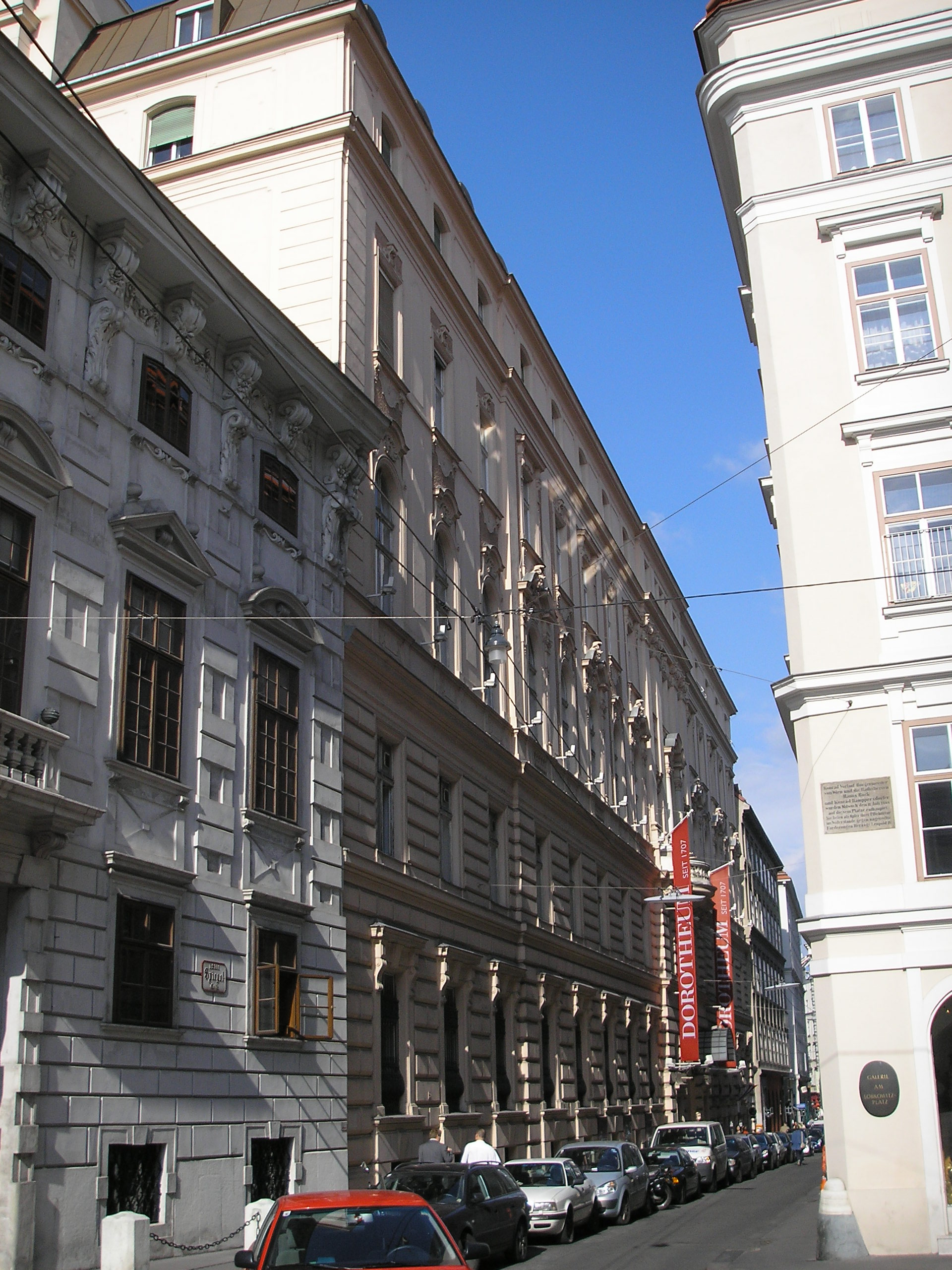
Palais Dorotheum (1898–1901) von Emil von Förster

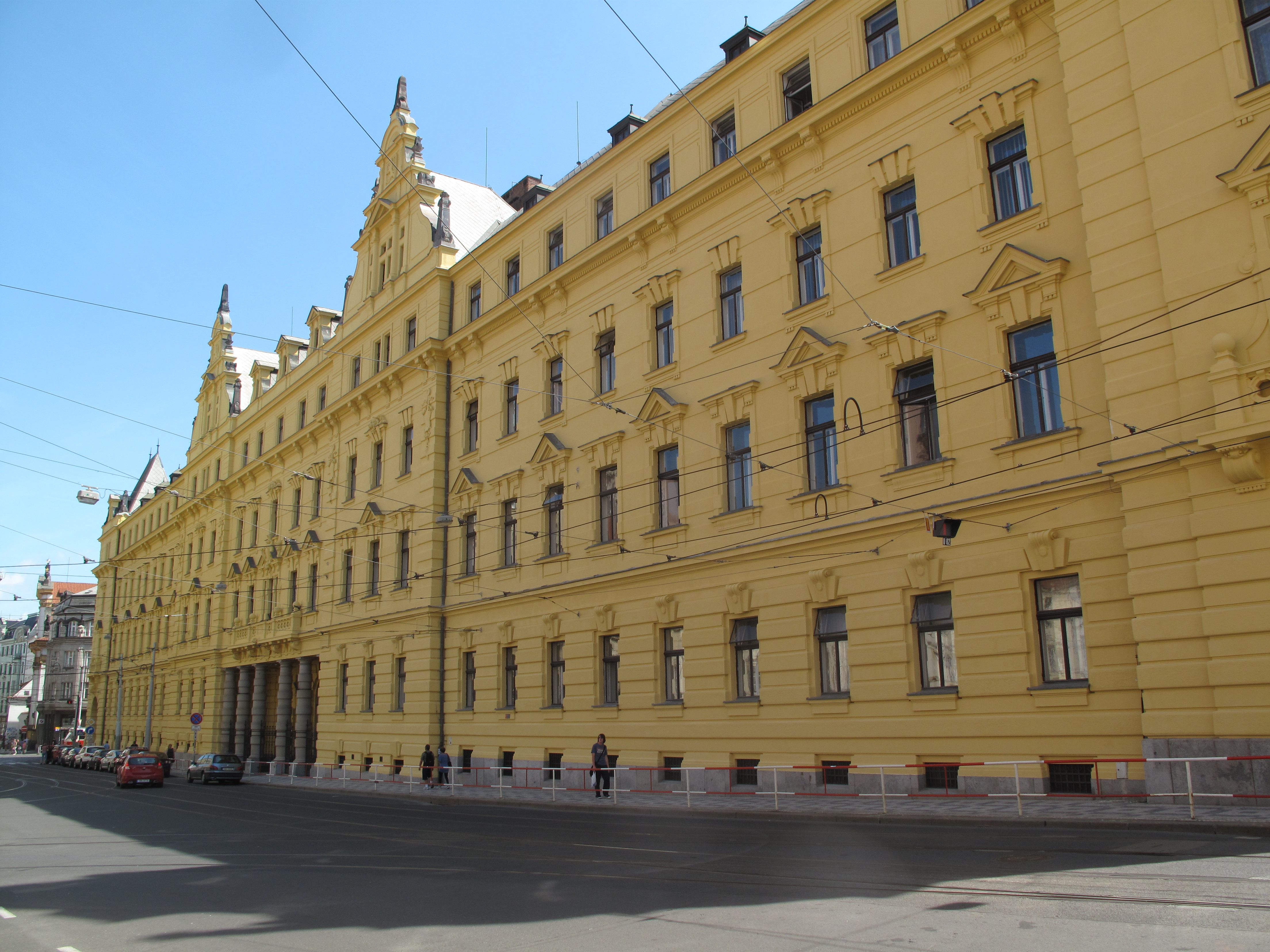
Prager Justizpalast

- Gebäudegruppe am Franzensring in Wien, Wien 1 [3]
  - Universitätsring 10 (früher: Dr.-Karl-Lueger-Ring 10 bzw. Franzensring 20), durch Neubau ersetzt [Anm. 1]
  - Universitätsring 12 (früher: Dr.-Karl-Lueger-Ring 12 bzw. Franzensring 22), Wohn- und Geschäftshaus der Allgemeinen Österreichischen Baugesellschaft (1869–1872) [Anm. 1]
  - Mölkerbastei 3 [Anm. 1]
  - Rooseveltplatz 14/1 (früher: Maximilianplatz 12) [Anm. 2]
  - Rooseveltplatz 14/2 (früher: Maximilianplatz 13) [Anm. 2]
  - Rooseveltplatz 15 (früher: Palais Angerer, Maximilianplatz 14; heute: Hotel Regina) [Anm. 2]
  - Währinger Straße 1 (früher: Maximilianplatz 15) [Anm. 2]
  - Schwarzspanierstraße 16 (heute auch: Günthergasse 4) [Anm. 3]
  - Schwarzspanierstraße 18 [Anm. 3]
  - Schwarzspanierstraße 20 [Anm. 3]
  - Schwarzspanierstraße 22 (heute auch: Währinger Straße 9) [Anm. 3]
- Hotel Austria in Gries bei Bozen
- Hotel Meranerhof in Meran
- 1871: Erweiterung des Wertheim-Palais an der Canovagasse 3–5 in Wien 1,
- 1871; Villa Voelcker an der Hauptstraße 80 in Kritzendorf [4]
- 1872: Villa an der Bahnhofstraße 10 in Purkersdorf,
- 1872–1874: Ringtheater am Schottenring 7 in Wien 1 (zerstört)
- 1872–1874: Wohn- und Geschäftshaus der Allgemeinen Österreichischen Baugesellschaft an der Hohenstaufengasse 11–13 in Wien 1 (zerstört)
- 1874–1880: Häusergruppe nächst der Votivkirche in Wien 9 [5]
- um 1875: Hotel und Pension am Neuer Kasino-Park, Marienbad,
- 1877: Miethaus am Kolonitzplatz in Wien 3
- 1878–1879: Wohnhaus Bernhard Bächer an der Helferstorferstraße 6 in Wien 1,
- 1879–1880: Ehemaliges Haus Förster, an der Hohenstaufengasse 4 in Wien 1,
- Wohnhaus Wenzel Reymann, Hohenstaufengasse 6, Wien 1 (das Gebäude befindet sich im Eigentum einer 2015 von Karl Wlaschek hinterlassenen Stiftung).[6]
- 1880–1883: Wiener Giro- und Kassenverein, Rockhgasse 4, Wien 1 (Büros 1986/87 durch Wohnungen ersetzt) [7]
- 1882: Wohn- und Geschäftshaus an der Wollzeile 14 in Wien 1,
- 1883: Miethäuser an der Graf-Starhemberg-Gasse 16–20 in Wien 4,
- 1883: Miethaus an der Lehargasse 3 und 3A (früher: Dreihufeisengasse 3 und 3A), Wien 6  [8]
- 1883: Wohnhaus an der Reichsratstraße 11 in Wien 1 (1887 von Dionys Milch fertiggestellt; eines der Arkadenhäuser im Rathausviertel)
- 1885–1887: Allgemeine Österreichische Bodencreditanstalt an der Teinfaltstraße 8–10 in Wien 1[9]
- 1886: Wohnhaus in der Frankgasse 1 in Wien 1,
- 1886–1889: heutiger Präsidentenpalast in Ljubljana,
- 1887: Wohnhaus an der Mariahilfer Straße 97 in Wien 6[10]
- 1887–1888: Büro- und Wohnhaus Maximilianhof an der Währinger Straße 6–8 in Wien 9,

von 1887 bis 1908 Sitz der k.u.k. Marinesektion des Kriegsministeriums.  (im Zweiten Weltkrieg schwer beschädigt) 
- 1887–1889: Grand Hotel Continental in Bukarest,
- 1889–1890: Theater in Bielsko-Biała,
- 1890: Miethaus an der Alserstraße 47 in Wien 8,
- 1890–1891: Miethaus Albrechthof an der Schwarzspanierstraße 8 bzw. Garnisongasse 7 in Wien 9[13]
- 1892–1894: Ehemalige Allgemeine Depositenbank an der Schottengasse 1 bzw. Teinfaltstraße 2 (früher: Teinfaltstraße 4), Wien 1[14]
- 1893: Wohnhaus an der Teinfaltstraße 4 in Wien 1
- 1894: Wohn- und Zinshaus des General-Konsuls Alexander von Bernd an der Jacquingasse 6 in Wien 3, zerstört [15]
- um 1895: Miethaus an der Porzellangasse 1 und Berggasse 21, Wien 9 [16]
- 1895–1896: Neugestaltung der Repräsentationsräume in der Ehemaligen Böhmischen Hofkanzlei am Judenplatz 11 in Wien 1 [17]
- 1896: Österreichische Kreditanstalt für Handel und Gewerbe in Prag-Neustadt, Na příkopě 850/8
- 1897–1899: Umbauten an der Neuen Hofburg an der Gartenfassade mit Freitreppe, südlicher Flügel, rechter Seitentrakt, Verbindungsbau zur Alten Hofburg in Wien 1,
- 1897–1900: Umbauten und Restaurierung der Innenräume im Schloss Belvedere am Rennweg 6 in Wien 3,
- 1898: Blindenerziehungsinstitut Wittelsbachstraße 5 in Wien 2 (nach Kriegsschäden vereinfacht instand gesetzt) [18]
- 1898: Umbau des Zuschauerraumes im Burgtheater am Universitätsring 2 in Wien 1,
- 1898–1901: Dorotheum an der Dorotheergasse 17 in Wien 1 [19]
- 1899–1900: Gymnasium Fichtnergasse in Hietzing
- 1901–1903: Justizpalast in Prag-Neustadt, Spálená 6/2 – Karlovo náměstí 6/20
- 1901–1904: Polizeigebäude, Wien 9 an der Berggasse 41–43 bzw. Rossauer Lände 5–9 (Pläne und Bauleitung: Karl Holzer, Moritz Kramsall, Alfred Keller; Überarbeitung der Pläne von Emil Förster)
- 1902: Miethaus an der Schaumburgergasse 11 in Wien 4,
- 1902: Miethaus an der Schulerstraße 12 in Wien 1,
- 1902–1904: Finanzlandesdirektion für die Steiermark an der Conrad-von-Hötzendorf-Straße 14–18 in Graz,
- 1902–1904: Justizpalast, Kai Zatkovo Nabrezi 2, Budweis,
- um 1907: Kreisgerichtsgebäude in Feldkirch [20]

### Publikationen
- Über die architektonischen Schätze Toscanas, 1864 [21]
- Julius Raschdorff (Hrsg.), — (Fotogr.): Palast-Architektur von Ober-Italien und Toscana vom XV. bis XVII. Jahrhundert. Wasmuth, Berlin 1888, OBV.
- Die Durchquerung der inneren Stadt und der Engpass in der Bogner- und Naglergasse am Graben. Mechitharisten-Buchdruckerei, Wien 1894, OBV.

## Auszeichnungen, Ehrungen, Preise
- Baurat, 1884 [1]
- Ritterkreuz des Leopold-Ordens, 1897 [22]